# Externe Dienst voor Preventie en Bescherming op het Werk
Een Externe Dienst voor Preventie en Bescherming op het Werk is een verplichte instantie in België die zich bezighoudt met het welzijn van de werknemers.
De Welzijnswet voorziet in de oprichting van Externe Diensten voor Preventie en Bescherming op het Werk. Indien de Interne Dienst voor Preventie en Bescherming op het Werk niet alle opdrachten kan vervullen is de werkgever verplicht om zich bij een EDPBW aan te sluiten. In totaal hebben deze diensten de zorg over (cijfers 2010) 3.240.000 werknemers (zowel privé- als openbare sector); ze komen in 205.000 bedrijven en stellen meer dan 3000 personen (waarvan de meesten onder bediendecontract) te werk.
Ze worden gezamenlijk vertegenwoordigd door de sectorvereniging Co-Prev.

## Wetgeving
De Externe Diensten voor Preventie en Bescherming op het Werk zijn gegroeid uit de Arbeidsgeneeskundige Diensten. Door de Welzijnswet van 4 augustus 1996 dienden de Arbeidsgeneeskundige Diensten niet alleen meer over een arbeidsgeneeskundige afdeling te beschikken. De EDPBW's bestaan uit twee afdelingen:
- De afdeling belast met het medisch toezicht bestaat uit preventieadviseurs-arbeidsartsen die bijgestaan worden door paramedisch personeel en administratief personeel.
- De afdeling belast met risicobeheersing bestaat uit preventieadviseurs die deskundig zijn in 5 disciplines:
  - arbeidsveiligheid,
  - arbeidsgeneeskunde,
  - ergonomie,
  - arbeidshygiëne,
  - en psychosociale belasting. In 2002 trad de wet betreffende de bescherming tegen geweld, pesterijen en ongewenst seksueel gedrag op het werk in voege en werden de EDPBW's bovendien gelast met een reeks bijkomende opdrachten met het oog op het opzetten en invullen van een preventiebeleid ter zake.

## Lijst EDPBW's
In België zijn er momenteel tien erkende Externe Diensten voor Preventie en Bescherming op het Werk. Zij zijn erkend tot 31 december 2029, behalve CLB tot 30 juni 2026.
- Attentia (voorheen Attentia en Agathos-IID en Intermedicale en CBMT)
- CESI
- CLB EDPB
- IDEWE
- Mediwet (voorheen Mediwet en Medimar)
- Mensura (voorheen MSR-Famedi en Aprim en Encare Prevent ( voorheen Gedilo en IK ) en Semisud en Adhesia ( voorheen Prevemed, Bewel en Simetra ) )
- Premed
- Liantis (voorheen Provikmo, IKMO en Provilis)
- Securex (voorheen Securex en Progecov)
- Cohezio (voorheen SPMT-ARISTA)

Adhesia · Attentia · CLB EDPB  · Certimed · CESI · Corporate Prevention Services (CPS) · IDEWE · Mediwet · Mensura · Premed · Provikmo · Securex · SPMT-ARISTA